# SS Savannah
SS Savannah – amerykański statek żaglowo-parowy, który w 1819 roku jako pierwsza jednostka z napędem parowym przepłynął Atlantyk stając się prekursorem przyszłych transatlantyków.

## Historia

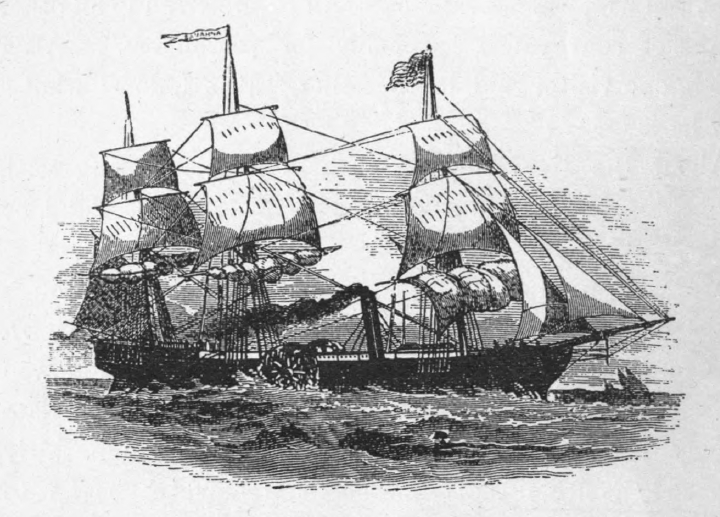
Ilustracja przedstawiająca statek

Statek został zbudowany w stoczni Fickett and Crockett and East River koło Nowego Jorku i zwodowany 22 sierpnia 1818 roku.
Pierwszy rejs SS Savannah rozpoczął się 22 maja 1819 z portu w Savannah w stanie Georgia. Właściciel nabył statek przed zakończeniem budowy, jednak zamierzał go sprzedać w Europie. Choć statek miał miejsca pasażerskie, wyruszył w podróż bez pasażerów. Kapitanem był Steven Rogers. Kiedy ukazał się koło wybrzeży Irlandii, myślano, że statek jest objęty ogniem. 20 czerwca 1819, po 29 dniach i 11 godzinach podróży okręt zawinął do Liverpoolu. W czasie rejsu maszyna napędzała Savannah tylko przez 83 godziny, gdyż był to jednak klasyczny żaglowiec który otrzymał napęd parowy tylko jako pomocniczy. Armator próbował sprzedać jednostkę w Anglii, gdzie jednak nie zaufano pomocniczemu napędowi, który zajmował dużo przestrzeni w kadłubie statku. Armator skierował więc statek dalej do Petersburga, licząc na sprzedaż okrętu Rosjanom, ale również bez sukcesu. Statek kolejno zawijał do Sztokholmu i innych portów, po czym ostatecznie wrócił do macierzystego Savannah 20 listopada 1819 roku. Stamtąd został skierowany do Waszyngtonu, gdzie armator sprzedał go na licytacji.
Nowy właściciel, kapitan Holdridge, wymontował jednak siłownię i Savannah pływała pod żaglami jako statek handlowy na trasie między Nowym Jorkiem a Savannah. 5 listopada 1821 roku statek ogarnął silny sztorm, który wpędził go na mieliznę, co całkowicie zniszczyło jednostkę.

## Opis

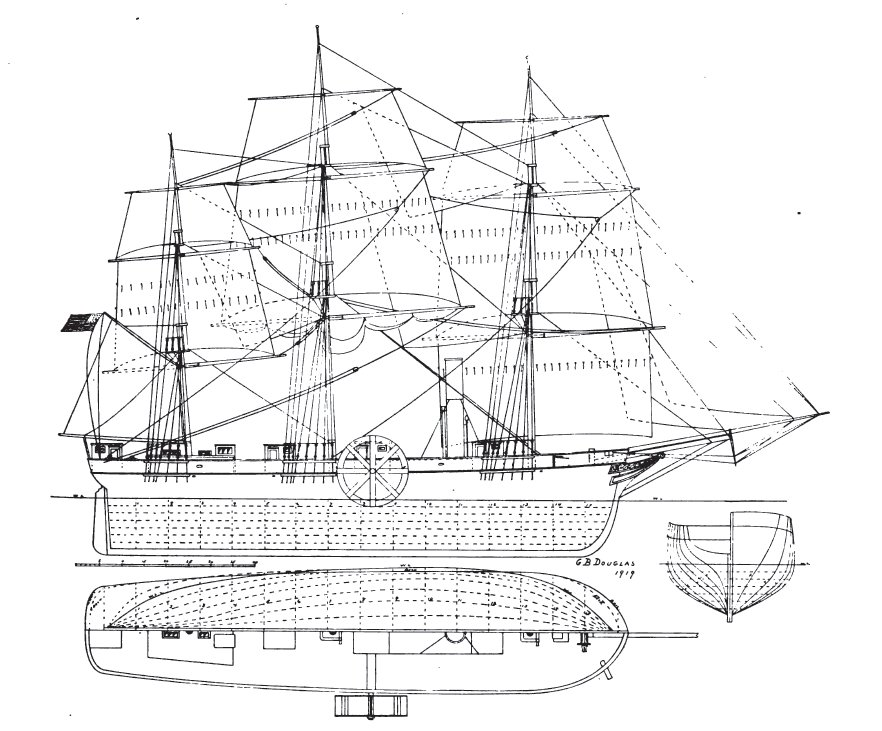
Rysunek teoretyczny i schemat żeglarski

Firma inżynierii morskiej Allaire Iron Works z siedzibą w Nowym Jorku wyprodukowała dla Savanny cylinder silnika, natomiast reszta elementów silnika i podwozia zostały wyprodukowane przez hutę Speedwell z New Jersey. Niskociśnieniowy silnik o mocy 90 KM był typu pochylonego o bezpośrednim działaniu z pojedynczym cylindrem o średnicy 40″ i skoku 5 stóp. Jako paliwo statek przewoził 75 ton węgla i 25 sznurów drewna.
Ponieważ statek był zbyt mały, aby pomieścić dużą ilość paliwa, silnik był używany tylko przy bezwietrznej pogodzie, kiedy żagle nie były w stanie zapewnić prędkości co najmniej czterech węzłów.
Savannah została wyposażona w 32 kajuty pasażerskie, 16 dla mężczyzn i 16 dla kobiet. Pomieszczenia były duże i wygodne.